# روناكتولول
تصنيف:بنزاميدات وهو أحد حاصرات المستقبل بيتا الودي.